# سان جوبان

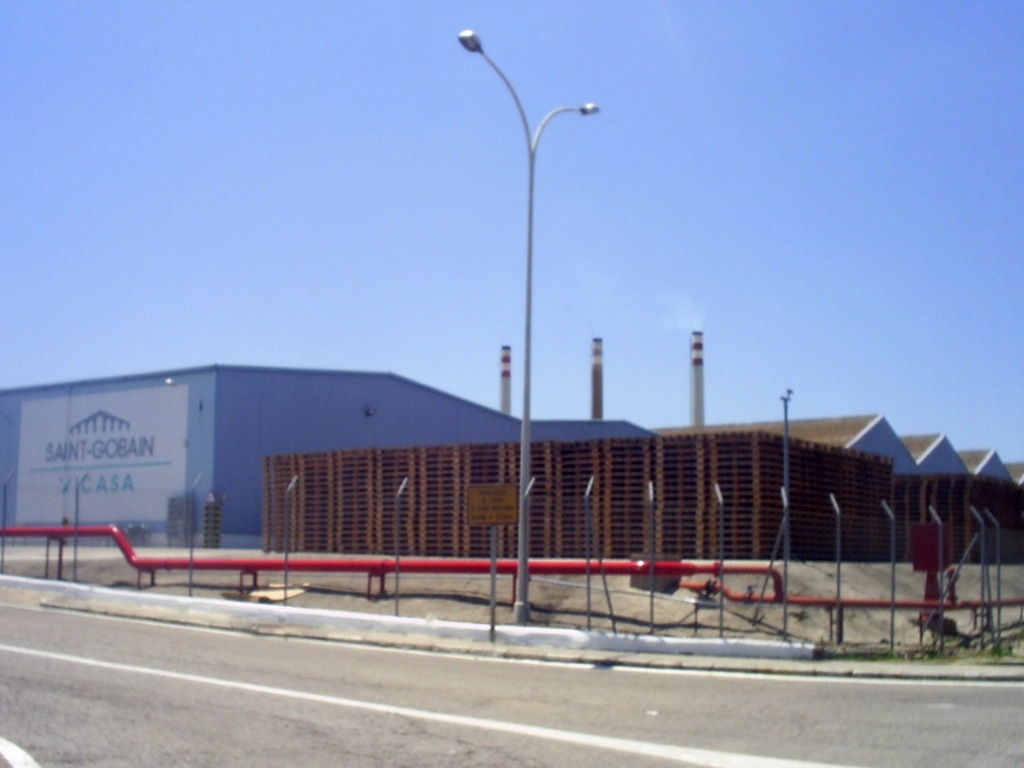
قديس شيري زجاجة مصنع في خيريز، الأندلس (إسبانيا)

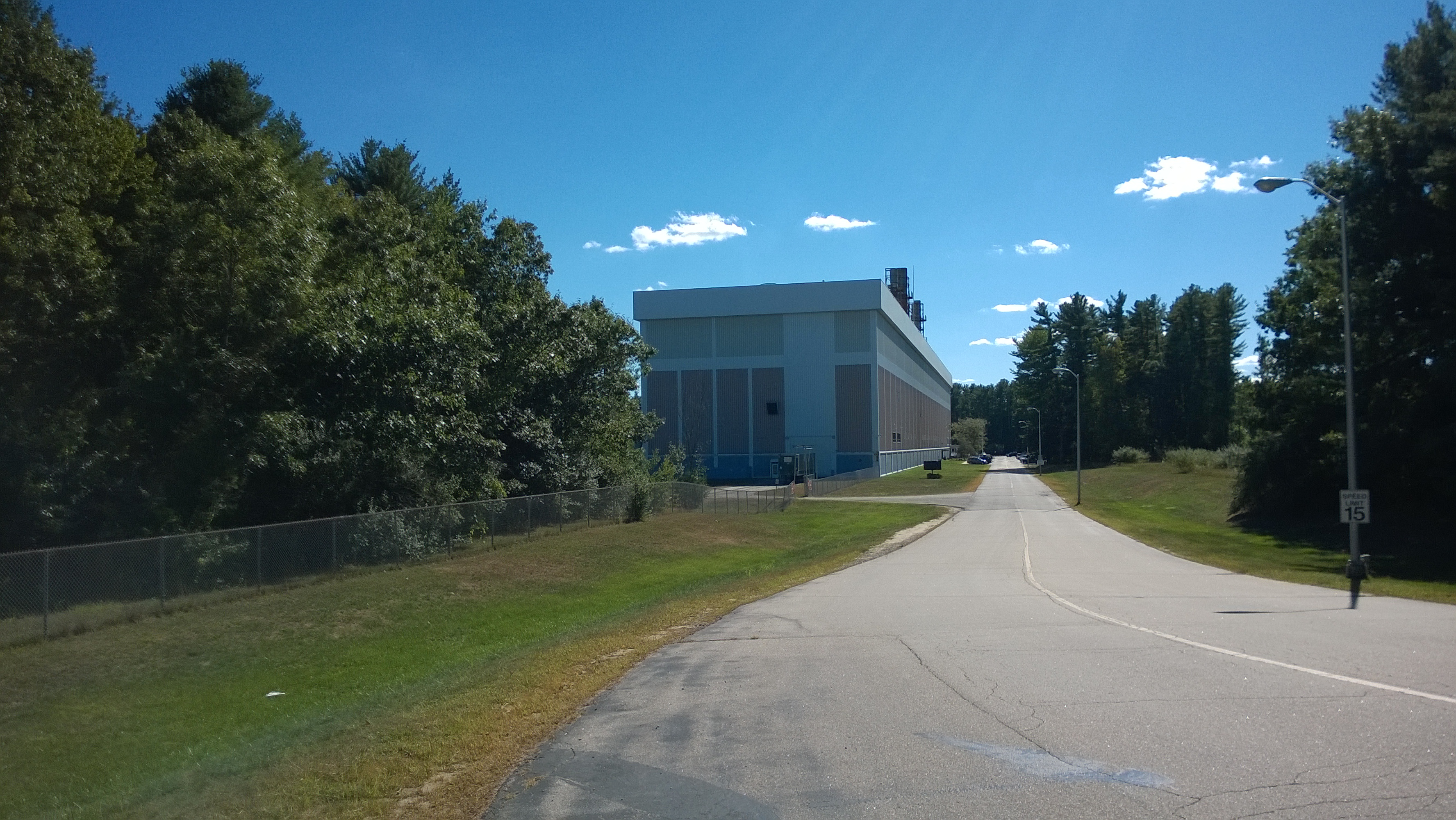
قديس الأداء البلاستيك, ميريماك, نيو هامباشير

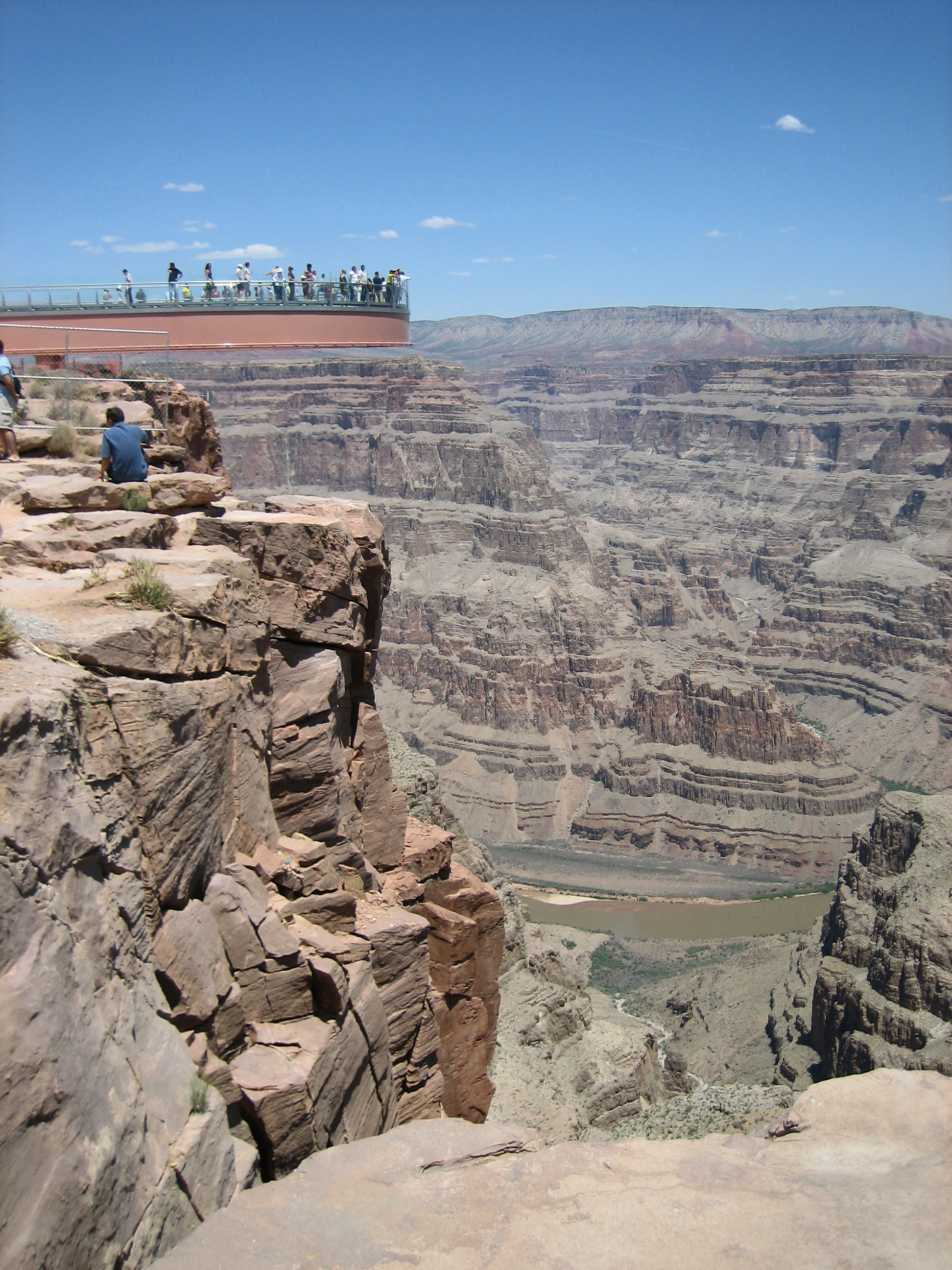
تم بناء ممشى غراند كانيون مع زجاج سانت جوبان، ويطل على غراند كانيون

سانت جوبين هي شركة فرنسية متعددة الجنسيات، تأسست عام 1665 في باريس ومقرها في ضواحي باريس، في لا ديفونس وكوربفوا. في الأصل شركة تصنيع المرايا، فإنها تنتج الآن أيضًا مجموعة متنوعة من مواد البناء والمواد عالية الأداء. الشركة مكون من مؤشر سوق الأسهم يورو ستوكس 50.
- سيرتين تيد
- جيبروك
- ويبر
- سيلوتكس في سمنار، سوفلوك [11]

## عمليات الاستحواذ والمبيعات
قامت سان جوبان بعدد من عمليات الاستحواذ الأخيرة في السنوات القليلة الماضية. في ديسمبر 2005، اشترت الشركة البريطانية بي بي بي، أكبر شركة لتصنيع اللوح الجصي في العالم، مقابل 6.7 مليار دولار أمريكي. في أغسطس 2007 ، استحوذت الشركة على مجموعة ماكسيت، مما ضاعف حجم أعمال مدافع الهاون الصناعية الخاصة بها وأضفت صناعة مجاميع الطين الموسع إلى محفظة أعمالها. في عام 2012، استحوذت الشركة على ساج الكتروكروميكس، وهي شركة مصنعة مبتكرة للزجاج الذي يتلخص في القيادة. في عام 2018، استحوذت سان جوبان على منتجات فاريكتا ومقرها المملكة المتحدة، وهي واحدة من أكبر الشركات المصنعة لمركبات التلميع في العالم.
وقد باعت الشركة أيضا الأصول المختلفة. قامت الشركة مؤخرًا ببيع أعمال صناعة الزجاج التجميلي، بما في ذلك مصنع في مقاطعة نيوتن ، جورجيا ، الولايات المتحدة.  

### سان جوبان جيبروك الشرق الأوسط
تم استخدام منتجات جيبروك في بعض من أكبر المشاريع في المنطقة، بما في ذلك المحطات والمستودع الرئيسي لمترو دبي؛ فندق أتلانتس - نخلة جميرا، كابيتال جيت - أبوظبي، تجربة فيراري - أبوظبي ومعهد مصدر - أبوظبي.

### سان جوبان في الهند
شركة سان جوبان للزجاج بالهند المحدودة - أعمال الزجاج (المعروفة سابقًا باسم سان جوبان للزجاج بالهند المحدودة) هي شركة تابعة لشركة سان جوبان التي تقوم بتصنيع وتسويق زجاج التحكم في الطاقة الشمسية والزجاج المقاوم للحريق وأنواع أخرى مختلفة من النظارات العائمة في الهند. لديها مصنع لتصنيع في سريبرومبودور، 40 كيلومتر (25 ميل) من تشيناي.
بدأت سان جوبان مشروعها في الهند في عام 1996 من خلال الاستحواذ على حصة أغلبية من جرندويل نورتون. في وقت لاحق من عام 2000، بدأت وحدة تصنيع الزجاج الخاصة بها في سريبرومبودور. في يونيو 2011، استحوذت سان جوبان للزجاج بالهند على شركة سيزال للزجاج التجارية ذات الخط العائم، ومقرها في ولاية غوجارات، الهند. وتضيف عملية الاستحواذ نحو 550 طنًا في اليوم من سعة الإنتاج الإضافية، وتم توقيع الصفقة بحوالي 150 مليون دولار أمريكي. بالإضافة إلى ذلك، استثمرت سان جوبان للزجاج في بهوادي، راجستان في عام 2014 والتي تضيف 950 طنًا آخر من الزجاج يوميًا. ومؤخراً في عام 2018، استثمرت سان جوبان مرة أخرى في سريبرومبودور بطاقة 950 طن، مما ينتج عنه إنتاج 3850 طن من الزجاج يوميًا من الهند. 

## العلامات التجارية
قديس تضم العديد من العلامات التجارية، بما في ذلك سانت جوبان الزجاج سان جوبان الأداء البلاستيك، ويبر البريطاني، الجبس، جلاس سوليوشن، جيبروك، ارتكس، اسوفر، سي تي دي، جوسون، ايكوفون، باسكويل و «بام».